# Le Voyage dans la Lune
Pour les articles homonymes, voir Le Voyage dans la Lune (homonymie).
Pour plus de détails, voir Fiche technique et Distribution.
Le Voyage dans la Lune est un film muet de science-fiction français écrit, produit et réalisé par Georges Méliès, et sorti en 1902.
Le film constitue la première œuvre de science-fiction au cinéma.
Le projet du film est sans doute motivé par le succès outre-Atlantique de l'attraction foraine A Trip to the Moon (en). Par ailleurs, il s'inspire des romans De la Terre à la Lune de Jules Verne (1865) et Les Premiers Hommes dans la Lune de H. G. Wells (The First Men in the Moon, 1901).

## Synopsis

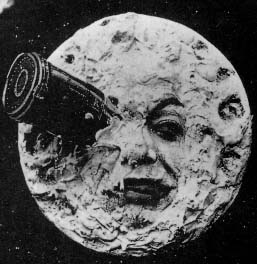
L’image la plus célèbre du film, qui en fait l'affiche et est devenue l’icône du génie artistique de Méliès : un marin ayant mis à feu un canon, l'obus géant traverse le ciel et atteint la Lune « en plein dans l'œil » droit, comme le précise le titre du neuvième tableau.

Lors d'un congrès du Club des Astronomes, le professeur Barbenfouillis, président de ce club, surprend l'auditoire en faisant part de son projet de voyage dans la Lune. Il organise ensuite pour ses confrères la visite de l'atelier où l'obus spatial est en chantier. Il sera propulsé en direction de la Lune au moyen d'un canon géant de 300 mètres de long, embarquant à son bord six savants astronomes, dont Barbenfouillis.
Après le lancement réussi de leur fusée-obus, les six savants découvrent l'environnement lunaire et assistent à un lever de Terre. Épuisés par leur voyage, ils se couchent à même le sol et s'endorment. Apparaissent sept étoiles représentant la Grande Ourse, puis une étoile double, Phœbé et Saturne. Survient une tempête de neige provoquée par Phœbé (déesse assise sur son croissant de lune), qui les réveille. Ils s'engouffrent dans un cratère lunaire et arrivent à l'intérieur d'une grotte où ils découvrent des champignons géants.
Lorsque surgit un Sélénite (représentant du peuple autochtone de la Lune), un savant le pulvérise d'un coup de parapluie. Les Sélénites suivants arrivent en nombre, capturent les visiteurs, les ligotent et les présentent à leur roi. L'un des prisonniers se précipite sur le souverain, le jette au sol et les savants parviennent tous à s'échapper, poursuivis par les Sélénites. Barbenfouillis s'accroche à la corde qui pend à la pointe de l'obus et le fait basculer dans le vide. L'un des poursuivants reste accroché à son fuselage alors que l'obus prend la direction de la Terre où il amerrit. Les savants sont accueillis en héros.
Leur retour donne lieu à une grande fête, avec remise de décorations, exposition triomphale de leur capture, défilé des marins et des pompiers, et inauguration d'une statue commémorative représentant Barbenfouillis, érigée sur la place de la ville avec l'inscription latine Labor omnia vincit (Un travail acharné vient à bout de tout),.

## Fiche technique
- Titre : Le Voyage dans la Lune
- Réalisation : Georges Méliès
- Scénario : Georges Méliès, d'après Jules Verne et H. G. Wells
- Direction artistique : Claudel
- Photographie : Théophile Michault et Lucien Tainguy
- Décors : Georges Méliès
- Costumes : Jeanne d'Alcy
- Production : Georges Méliès
- Société de production : Star Film
- Sociétés de distribution : Georges Méliès (France) ; American Mutoscope and Biograph Company, Edison Manufacturing Company et Siegmund Lubin (États-Unis)
- Budget : 10 000 ou 30 000 francs[6]
- Pays d'origine :  France
- Format : noir et blanc (colorisé à la main) - 35 mm - 1,33:1 - muet
- Genre : féerie, science-fiction
- Durée : 14 minutes (257,56 mètres)[7]
- Dates de sortie :
  - France : 1er septembre 1902 au théâtre Robert-Houdin à Paris
  - États-Unis : 4 octobre 1902

## Distribution
- Georges Méliès : le professeur Barbenfouillis / la Lune (non crédité)
- Édouard Brunnet[8] : un astronome et spationaute
- Depierre[9] : un astronome et spationaute
- Gabriel Farjaux : un astronome et spationaute
- Fernand Kelm : un astronome et spationaute
- Victor André[10] : un astronome et spationaute
- Henri Delannoy : le pilote de la fusée lunaire
- François Lallement[11] : l'officier de Marine, commandant de la base de lancement
- Jules-Eugène Legris[12] : le chef du défilé
- Bleuette Bernon : Phoebé, la déesse de la Lune
- Jehanne d'Alcy[13]
- Les danseuses du corps de ballet du Châtelet : les Girls
- Les acrobates des Folies Bergère : les Sélénites

## Analyse
L'historien du cinéma Georges Sadoul note que « le succès du Voyage dans la Lune marqua le triomphe de la mise en scène sur le « plein air » lumiérien ». Le succès triomphal, aussi bien en France qu'aux États-Unis, consacra en effet dès 1902 la préférence du public de cinéma pour la fiction, en contradiction avec les vues photographiques animées de Louis Lumière, qui faisaient la part belle à ce qui plus tard sera appelé le documentaire. Les amis britanniques de Méliès, ceux que Sadoul regroupe sous le nom d'École de Brighton, George Albert Smith et James Williamson, avaient déjà amorcé le courant avec leurs Chase Films, leurs films de poursuite loufoques.
Cette féerie baroque donne dans le registre burlesque. Au cours du premier tableau (ainsi que Méliès nomme ses prises de vues), les scientifiques sont affublés de chapeaux pointus et de robes étoilées qui évoquent les personnages de Nostradamus ou de Merlin l'Enchanteur. La caution scientifique est simplement balayée, faisant place à une fantaisie débridée. Sur la rampe de lancement, des jeunes filles légèrement vêtues dansent et, en fanfare, allument la mèche du canon qui va propulser la fusée dans l'œil de la Lune. Quant à l'arrivée sur la Lune, c'est une débauche de découvertes, toutes plus extravagantes les unes que les autres jusqu'à l'entrée en lice des Sélénites, habitants de la Lune, que les scientifiques combattent plutôt efficacement à coups de… parapluies.
« Méliès réussit à son tour (après Ferdinand Zecca dans Histoire d'un crime) un effet d’ellipse temporelle dans Le Voyage dans la Lune, qu’il résout par un subterfuge scénique. Il s’agit de montrer la première nuit des savants astronautes sur la Lune, qui se couchent sous des couvertures et s’endorment. Pour raccourcir le temps de leur sommeil, Méliès fait intervenir différents phénomènes cosmiques. Une grosse comète passe en roulant dans le ciel lunaire, puis la Grande Ourse s’illumine, chaque étoile est ornée en son centre d’un visage féminin, souriant comme les anges des étoiles de sapins de Noël. Apparaissent encore des figures fantaisistes dans le style nouille de la statuaire de l’Art nouveau, au centre une jeune femme en tunique légère, assise sur un croissant de lune, à gauche deux jeunes femmes dont l’une brandit au-dessus de sa tête une grosse étoile, un peu à la manière de La Liberté éclairant le monde de Bartholdi. »
Dans le film, les Sélénites, habitants imaginaires de la Lune, étaient interprétés par des acrobates des Folies Bergère.

## Copies pirates
À une époque où le statut d'auteur et la propriété intellectuelle n'existent pas dans l'art cinématographique, le film peut être légalement piraté ou plagié. Dans le monde entier, des copies contrefaites du Voyage dans la Lune sont distribuées dès la sortie du film et rapportent à leurs auteurs d'importants revenus qui auraient dû revenir à la Star Film. Les grandes sociétés de cinéma sont même à l'avant-garde de ce pillage organisé. Ainsi, des majors américaines ont acheté en bonne et due forme à Méliès plusieurs dizaines de copies du Voyage dans la Lune, elles en tirent aussitôt de nombreuses copies illicites qu'elles exploitent à leur profit. D'autres producteurs de cinéma américains tels que Siegmund Lubin contretypent (technique du duping, la contrefaçon pouvant consister à faire une copie-pirate avec la marque Star Film » grattée sur l'obus) les films produits par leurs concurrents américains ou étrangers. 
Thomas Edison, par le moyen de l’Edison Manufacturing Company, tient déjà Méliès dans son collimateur, car le cinéaste français, pour alimenter sa caméra en pellicule de 35 mm de large, a tout simplement adopté le jeu de 4 perforations rectangulaires Edison de part et d'autre de chaque photogramme (breveté internationalement) sans entente préalable avec l'inventeur américain, commettant ainsi en premier une contrefaçon industrielle. « Edison fit accomplir au cinéma une étape décisive, en créant le film moderne de 35 mm, à quatre paires de perforations par image. » Edison entend se payer « sur la bête » l'utilisation frauduleuse de ses brevets. « Edison entreprit sans scrupule la contrefaçon, il estimait reprendre son bien : les films Méliès employaient la perforation qu'il avait inventée » et déposée. Les frères Lumière, ainsi que Léon Gaumont, au courant de ces brevets, ont adopté pour leurs tournages des pellicules différentes : 2 perforations rondes de part et d'autre de chaque photogramme pour les frères lyonnais, pas de perforations du tout pour le 60 mm de Gaumont-Georges Demenÿ, deux formats inaboutis qui disparaîtront par la suite. Un accord met fin à ce détournement de droits, quand Méliès entre dans le trust créé par Edison pour contrôler la distribution des films (où il rejoint son compatriote Charles Pathé et la plupart des sociétés de cinéma des États-Unis). 
Contrairement à ce qu'on affirme souvent, Méliès n'a pas été ruiné en 1902 à cause du piratage de son film par Edison, mais en 1923, après l'interdiction des comédies lors de la Première Guerre mondiale, qui donna un coup d'arrêt aux productions de la Star Film, et après des déboires auxquels son frère Gaston, à qui il confia des responsabilités dépassant ses capacités d'organisation et flattant en revanche son goût pour les gros revenus, n'est pas étranger. Méliès peut engager contre ces producteurs des procès, mais il risque ainsi de se faire condamner à son tour pour un plagiat d'une autre nature. C'est cependant l'ampleur de ce piratage qui l'incite à envoyer son frère Gaston aux États-Unis pour essayer de protéger les droits de la Star Film.
Les distributeurs français Pathé ou Zelig établissent également des doubles-négatifs du Voyage dans la Lune et vendent par dizaines des contretypes d'un film dont la mise en scène ne leur a rien coûté. En 1908, dans Excursion dans la lune (en), le réalisateur Segundo de Chomón, reproduit plan par plan le film de Méliès pour Pathé. Ce remake ne peut être considéré comme un plagiat.
Il faut aussi remarquer que les nombreuses copies pirates du Voyage dans la Lune et d'autres ouvrages de Georges Méliès, disséminées dans le monde entier, ont participé au sauvetage de l'œuvre du maître, dont lui-même avait vendu les négatifs au prix de la récupération des sels d'argent et du nitrate de cellulose. « Les copies pirates distribuées aux États-Unis et dans d’autres pays, qui avaient été parfaitement conservées, sauveront pour l’histoire l’essentiel de l’œuvre du maître français. »

## Restauration de la version coloriée
En 2010, Lobster Films, la fondation Groupama Gan pour le cinéma et la fondation Technicolor pour le patrimoine du cinéma engagent ensemble une restauration coûtant environ 400 000 euros.
Georges Méliès avait fait coloriser une version à la main, aux encres à l'aniline. Longtemps donnée pour perdue, la bobine très endommagée a été retrouvée à Barcelone en 1993. Près d'un an de travail a été nécessaire pour ré-assembler les fragments des 13 375 images du film de 1902 et les restaurer une à une, comme le permettent les avancées du numérique. Une copie noir et blanc nitrate originale appartenant à la famille Méliès et un contretype nitrate appartenant au CNC ont été utilisés pour cette restauration. La numérisation de ces deux éléments a été réalisée aux Archives françaises du film.
Cette version colorisée restaurée est présentée pour la première fois en ouverture de la 64e édition du festival de Cannes, le 11 mai 2011. À l'époque de la sortie du film, les projections étaient toujours accompagnées d'un musicien sur scène qui jouait des « airs à la mode ». En 2011, c'est une bande son originale, composée par le groupe Air, qui accompagne ce film muet retrouvé. Il y a eu une version pour casque de réalité virtuelle et la société Technicolor a réalisé des copies de ce film tant piraté et si mal préservé grâce à une technique nouvelle, la sauvegarde sur de l'ADN.
En 2016, Lobster Films sort une nouvelle édition du Voyage dans la Lune, avec trois bandes originales composées par Jeff Mills, Robert Israel (de) et Dorian Pimpernel, ainsi qu'une version bonimentée du film.

## Distinction exceptionnelle et réception
- Ce film fait partie de la liste du BFI des 50 films à voir avant d'avoir 14 ans établie en 2005 par le British Film Institute.
- Le film restauré a été acclamé par la critique et les spectateurs.

## Vidéothèque
Le Voyage dans la Lune, Lobster Films, 2016, DVD Films + Le Voyage extraordinaire de Serge Bromberg et Éric Lange. Trois musiques originales de Jeff Mills, Robert Israel (de) et Dorian Pimpernel + Bonus : courts métrages de Méliès, interviews de Michel Gondry, Michel Hazanavicius, Jean-Pierre Jeunet, Costa-Gavras et des fondations partenaires.

## Héritage

### Bande dessinée
Le film de Georges Méliès et sa partition musicale sont au cœur de l'intrigue de la  bande dessinée de Bruno Bertin : Les Maîtres de la magie et de l'illusion I : Méliès (Éditions P'tit Louis, 2024).

### Clip musical
Le Voyage dans la Lune a fortement inspiré le clip du groupe de rock alternatif américain The Smashing Pumpkins pour sa chanson Tonight, Tonight. Il reprend les grandes lignes du scénario du film, avec quelques différences notables. Les astronautes sont remplacés par deux amoureux, joués par Tom Kenny et Jill Talley. Les deux voyageurs embarquent dans un dirigeable aux allures steampunk au lieu d'une fusée. Enfin, les étoiles sont remplacées par les membres des Smashing Pumpkins ainsi que par d'autres musiciens.

### Parodie
Le film est parodié dans un épisode d’Itchy et Scratchy, dans Les Simpson (Le Mot de Moe) en 2010.